# Say núi mạn tính
Say núi mạn tính (Chronic mountain sickness - viết tắt là CMS) là một bệnh hình thành do người bệnh ở một nơi quá cao trong thời gian quá lâu. Nó còn được biết đến với tên là bệnh Monge, đặt theo tên của bác sĩ Carlos Monge Medrano, người đầu tiên miêu tả về căn bệnh này vào năm 1925. Trong khi say núi cấp tính xảy ra ngay sau khi leo lên một nơi quá cao, say núi mạn tính có thể xảy ra sau một thời gian rất lâu từ khi sinh sống ở một nơi có độ cao lớn, thậm chí có thể nhiều năm sau thì bệnh mới phát. Ở đây, cần lưu ý rằng trong khi theo y học, chuẩn của "độ cao lớn" là hơn 2.500 mét (8.200 foot), thì phần lớn trường hợp mắc bệnh say núi mạn tính chỉ xảy ra ở các nơi cao hơn 3.000 mét (10.000 foot).
Hai đặc điểm đặc trưng của say núi mạn tính là chứng tăng hồng cầu (tức tỉ lệ hồng cầu trong máu tăng cao hơn bình thường) và giảm oxy hóa huyết, cả hai điều này có thể được giải quyết khi chuyển xuống sống ở độ cao thấp hơn. Say núi mạn tính được cho là xảy ra bởi việc cơ thể sản xuất nhiều hồng cầu hơn bình thường nhằm tăng khả năng chứa ôxi trong điều kiện không khí loãng ở nơi cao, tuy nhiên điều này có thể gây ra chứng đặc máu và sư mất quân bình trong dòng máu chảy qua phổi (bất tương xứng trong tỉ lệ thông khí/tưới máu). Tuy nhiên, say núi mạn tính cũng được cho là kết quả của quá trình thích nghi của các bệnh phổi và tim trong điều kiện sống ở môi trường thiếu ôxi kéo dài tại những vùng núi cao.
Những triệu chứng thường thấy của say núi mạn tính là đau đầu, chóng mặt, ù tai, khó thở, tim đập nhanh, rối loạn giấc ngủ, mệt mỏi, chán ăn, rối loạn tâm thần, chứng xanh tím, và giãn tĩnh mạch. Chẩn đoán lâm sàng cho thấy người bệnh có Hb > 200 g/L, Hct > 65%, và nồng độ ôxi bão hòa trong động mạch (SaO2) < 85% ở cả nam lẫn nữ.
Phương pháp điều trị bao gồm việc chuyển xuống sống ở các vùng thấp hơn, điều này sẽ giúp các triệu chứng giảm dần và tỉ lệ hồng cầu dần chuyển về mức bình thường. Biện pháp điều trị tức thời bao gồm trích máu tĩnh mạch, loại bỏ dòng máu đang luân chuyển, giảm tỉ lệ hồng cầu, tuy nhiên các biện pháp này không phải là tốt nhất xét về lâu dài.